# 土卫八
土卫八又稱為「伊阿珀托斯」（Iapetus或Japetus，希腊语：Ιαπετός），是土星的第3大卫星，同时也是太阳系中的第11大卫星，由乔瓦尼·多梅尼科·卡西尼于1671年发现。土卫八以其两半球面巨大的颜色差异而著称，而卡西尼号最近的发现则揭示了该卫星其他多处不寻常的特征，如其拥有一个环绕球体半圈的赤道脊。

## 发现
1671年10月，乔凡尼·多美尼科·卡西尼在土星的西侧发现了土卫八。1672年初卡西尼又试图从土星东侧观测这颗卫星，但是没有成功。其后这种情况又再次出现：卡西尼分别于1672年12月和1673年2月又观测到了土卫八——均是隔了两周之后于土星西侧观测到的；但是在这两周的间隔中间期内，他却仍然无法在土星的东侧观测到这颗卫星。最终于1705年，卡西尼使用改进后的望远镜在土星东侧观测到了土卫八，发现此时这颗卫星的视星等降低了两等。
卡西尼对此做出了正确的推断：即土卫八拥有一个较亮的半球面和一个较暗的半球面，同时这颗卫星处于潮汐锁定状态，总是保持着同一面面向土星，所以从地球上观测，在土星西侧观测到的总是土卫八较亮的一面，而在另一侧观测到的总是较暗的一面。后来土卫八的较暗半球即被命名为“卡西尼区”。

## 命名
土卫八（伊阿珀托斯）以希腊神话中的泰坦巨人伊阿珀托斯命名。
土卫八连同其他三颗土星卫星（分别为：土卫三、土卫四和土卫五）被其发现者卡西尼命名为“路易之星”（Sidera Lodoicea），以纪念当时的法国国王路易十四。不过天文学家仍然遵循习惯将其命名为土卫五；1789年又发现了土卫一和土卫二，土星卫星家族随之扩大，伊阿珀托斯也易名为土卫七，在1848年海伯利安被发现之后又改名为土卫八。
而土卫八的另外一个仍见使用的名称Japetus则是由约翰·赫歇尔于其1847年出版的《在好望角天文观测的结果》中提出。在该书中，赫歇尔提议土星的卫星均以泰坦巨人、克洛诺斯的兄弟姐妹的名字命名，因为克洛诺斯即相当于罗马神话中的农神萨图尔努斯——土星即以他的名字命名。其形容词格为Iapetian或Japetian。
土卫八上的地质特征均以法国史诗《罗兰之歌》中的人物和地点命名（如查理大帝撞擊坑和土卫八的明亮地区——隆塞斯瓦列斯高地）。唯一的例外是该卫星的阴暗区域——卡西尼区，是以该地区的发现者乔凡尼·卡西尼之名命名的。

## 物理特性
土卫八的密度较低，这表明其可能是由冰和少量（约20%）的岩石成分构成。
不同于大部分的卫星，土卫八的整体外形并非球形或椭球形，它的赤道部分凸出，而两极地区凹陷；同时其赤道地区独特的山脊高度惊人，甚至在远处观测都能发现这种地形改变了这颗卫星的形状。这些特征使得土卫八看起来更像核桃形的。
土卫八曾经遭受过猛烈的陨石轰击，卡西尼号在其暗面发现了数个大规模的陨石坑，其中至少有5个直径超过了350公里。土卫八最大的陨石坑是特吉斯撞擊坑，直径达580公里，它的坑缘十分陡峭，其中的部分山崖高达15公里。

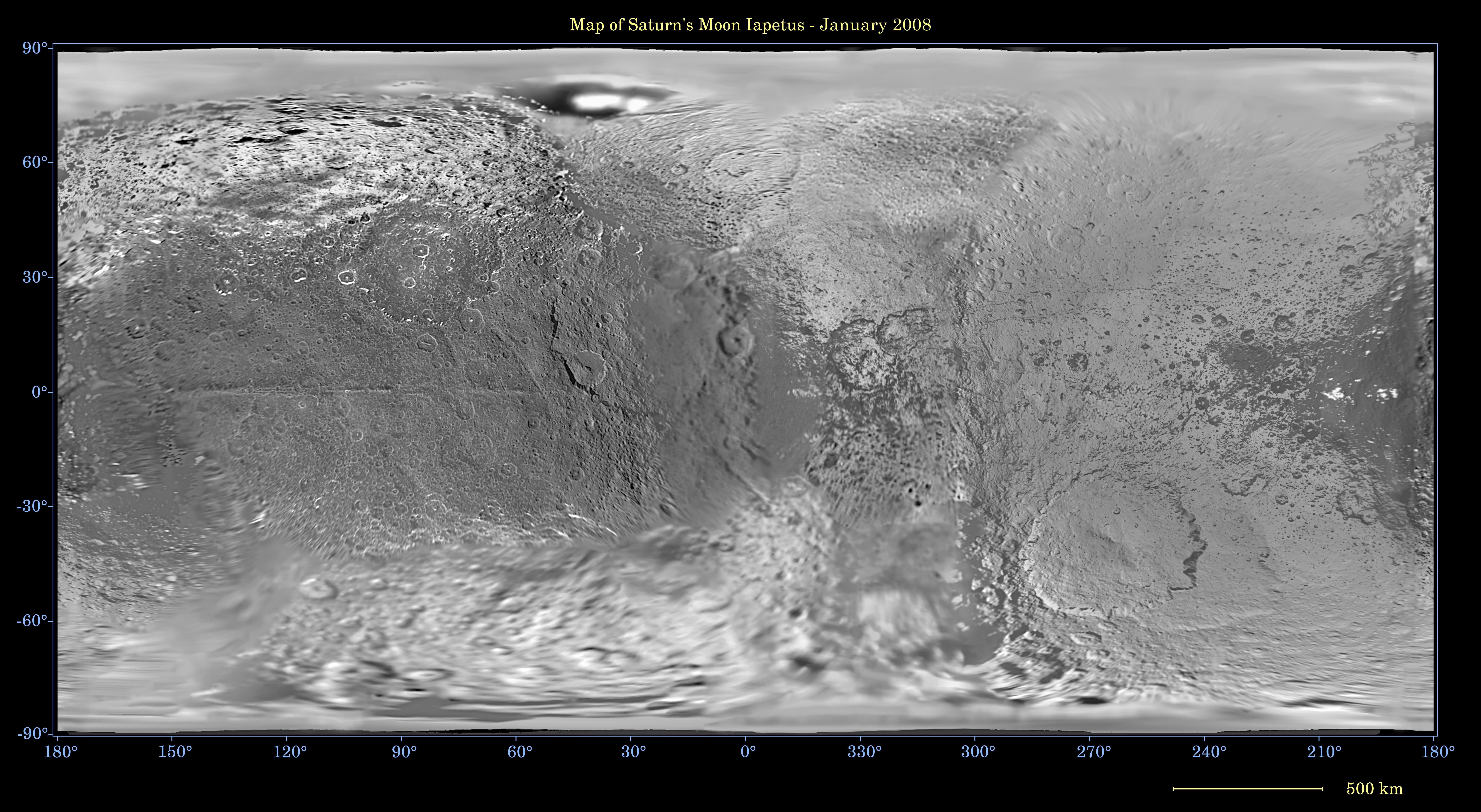
土卫八表面的合成图像地图

### 明暗区
17世纪时，卡西尼发现他只能在土星的西侧观测到土卫八，而从来无法在东侧观测到这颗卫星。他准确的推断出土卫八是围绕土星公转的同步自转卫星，同时它的一面要比另一面暗得多。后来这个推断被更大型的望远镜所证实。

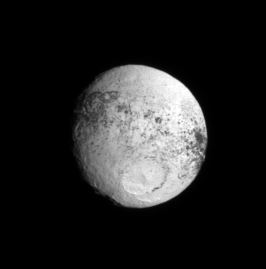
隆塞斯瓦列斯高地

土卫八两个半球亮度的差别是巨大的。其同轨道方向的一面较暗（反照率为0.03-0.05），略带红棕色；另一面的大部分则较为明亮（反照率为0.5-0.6，接近木卫二）。所以逆轨道方向一面的星等达到了10.2等；而同轨道方向一面的星等大约为11.9等——超出了17世纪最好的望远镜的可辨别范围。土卫八的这种明暗表面类似于道教中的太极图以及网球的表面。其暗面被命名为卡西尼区，明面被命名为隆塞斯瓦列斯高地。构成暗面的最初表面物质被认为可能来自于土卫八之外，而如今其表面物质则是由较温暖地区冰升华之后残留的粗屑构成，其中包含着类似于在原始陨石和彗星表面所发现的有机物。从地球上进行的观测表明土卫八上含有较丰富的碳元素，其间可能存在如氰化氢聚合物之类的氰基化合物。
2007年9月10日，卡西尼号从距离1640公里处飞掠过土卫八，发现该卫星的明暗两面都遭受了猛烈的轰击。它还发现构成卡西尼区和隆塞斯瓦列斯高地之间过渡区域的分散的明暗色块面积很小，甚至小于卡西尼号所拍照片的最高的30米分辨率。土卫八上的低洼地形都为暗色物质所填充，陨石坑的隆起坑坡上则覆盖着亮色物质。从卡西尼号的雷达成像图和很小的流星即能在覆盖层之下的冰层中形成撞击坑的状况推断，这层覆盖物质很薄，在某些地区只有数十厘米厚。 

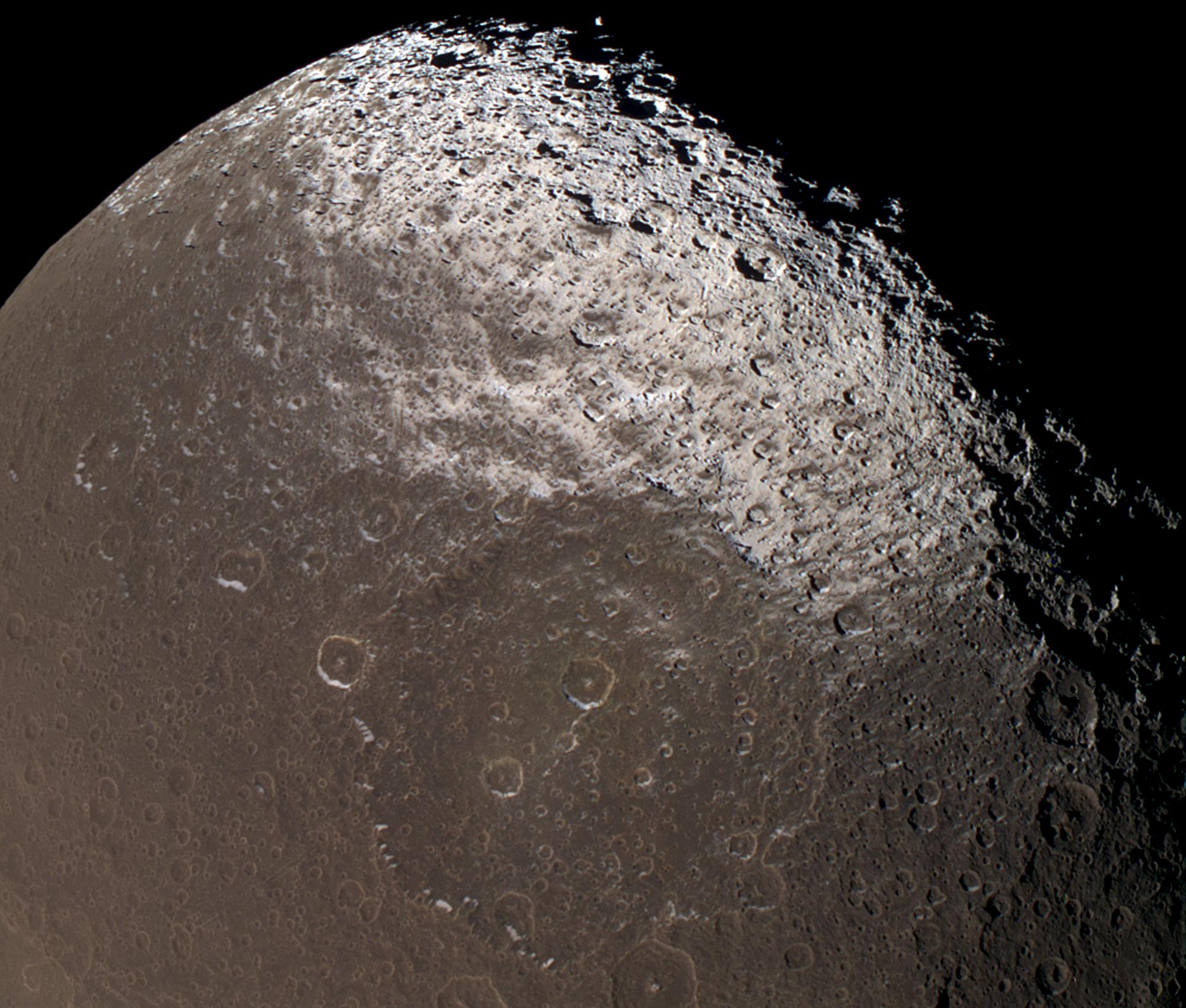
南极地区的特写镜头

美国航空航天局的科学家们相信暗色物质是土卫八表面冰体升华之后残留下来的粗屑，并由于暴露在阳光中而进一步变黑。土卫八的自转周期长达79个地球日（等同于其公转周期，是土星卫星系统中自转周期最长的），因此它可能拥有土星卫星系统中最高的向日面温度和最低的背日面温度；在阴暗的卡西尼区的近赤道地区，暗色物质的吸热作用将会造成其日间温度达到128开尔文度，而明亮的隆塞斯瓦列斯高地的平均温度则为113开尔文度。温度的差别意味着卡西尼区的冰体更容易升华，并最终在隆塞斯瓦列斯高地重新凝结，特别是在温度最低的极地地区。从地质时间尺度上考虑，这种作用将会进一步使卡西尼区变暗，使隆塞斯瓦列斯高地和极地地区更亮。卡西尼区暴露的冰体的逐渐损耗推动了一个热量正反馈过程的形成，最终导致明暗面反照率的更大反差。据估计，在当前的温度条件以及不考虑冰体从暗面转移至明面的情况下，卡西尼区在1000万年内将会有20米厚的冰层升华殆尽，而隆塞斯瓦列斯高地在同一时间内则只损失了10米的冰层。这种模式解释了土卫八上明暗区域的分布、缺乏灰色区域和卡西尼区覆盖的暗色物质较薄的情况。
但是启动这一热反馈模式的前提是之前土卫八表面必须存在明暗的差别。人们推测最初的暗色物质可能是流星轰击在逆行轨道上运行的外层小卫星所扬起的、并被土卫八的同轨道方向一面吸附的碎屑。这个模式的核心理论建立已有30多年，而在卡西尼号9月的飞掠之后尤为人所重视。
随着轨道的衰变，由于微流星体的轰击或陨石撞击而脱离卫星表面形成的细小碎屑螺旋进入内层轨道。这期间，由于暴露于阳光之下，这些碎屑开始变暗。当这些碎屑通过土卫八的轨道时，就有可能被土卫八的同轨道方向一面吸附。这层覆盖于土卫八表明的吸附物便造成了反照率的改变，继而造成温度的改变，而温度的差别又随着也已启动的热反馈过程而加剧。
这些碎屑的最大供体是土卫九，它是最大的外层卫星。尽管土卫九的物质构成更接近于土卫八的明面而非暗面，但是来自土卫九的碎屑也只是用来制造最初阶段的反照率差别，并且这些碎屑很可能已经被其后的升华残留物所掩盖。

### 整体外形
土卫八的三轴长度为747.1×749×712.6公里，平均半径为736±2公里。但是由于土卫八的整体表面还未经过高分辨率成像，所以即使在公里级别上以上数据仍然存在误差。而所观测到的土卫八的扁率数据所对应的自转周期应该为10小时，而非其实际自转周期79天。可能的解释是在土卫八形成的初期，其就形成了一个厚实的外壳，从而将整个星体形状固定住了。之后由于引力潮汐作用，土卫八的自转周期逐渐加长，直至最终形成潮汐锁定状态。

### 赤道脊

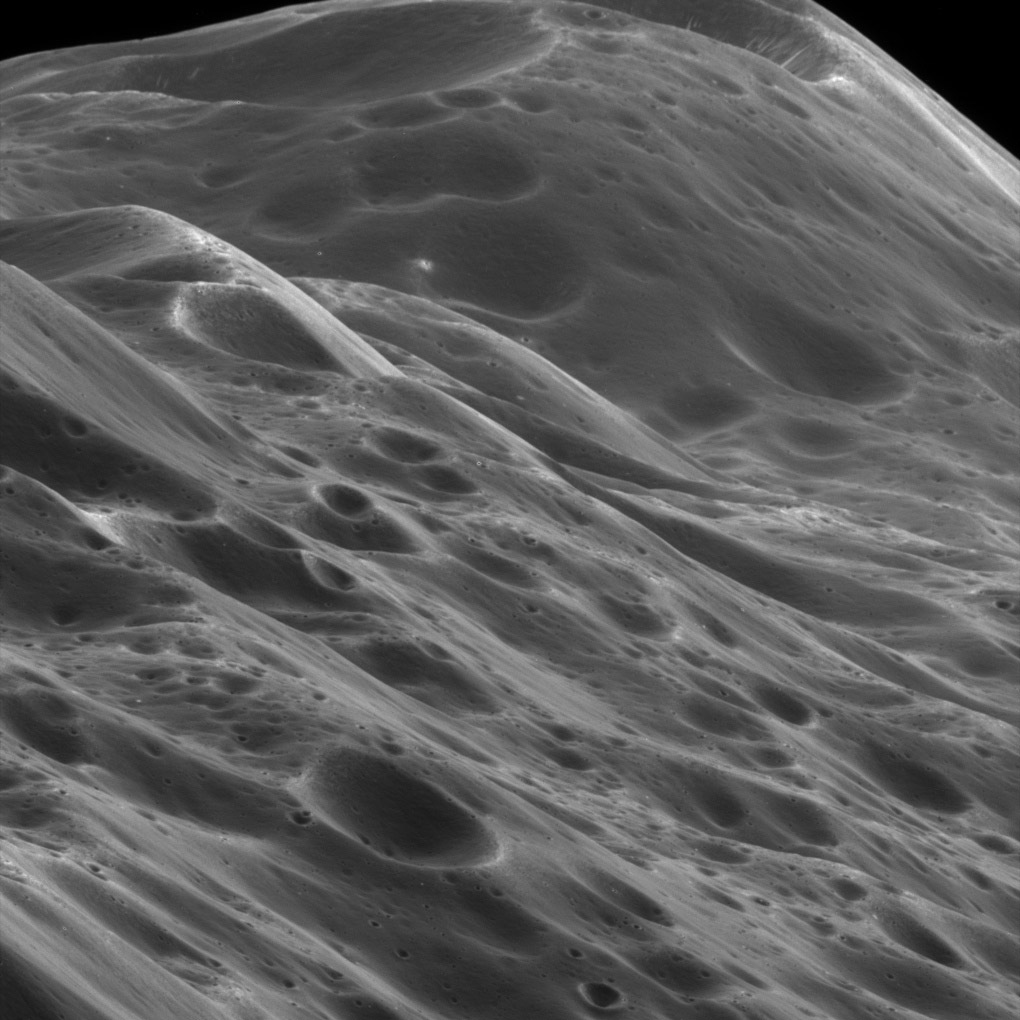
位于土卫八暗面的赤道脊中高达10公里的山峰的特写

土卫八的另一个神秘之处是其位于卡西尼区中心的赤道脊，长度约1300公里，宽度为20公里，高度达13公里。人们在卡西尼号于2004年12月31日拍摄的照片中发现了这一地形。该赤道脊的一部分甚至高出周围平原地形达20公里。赤道脊由多种复杂地形构成，包括独立的山峰、长度超过200公里的悬崖和由三段距离很近的平行山脊构成的地形单元。在明亮的隆塞斯瓦列斯高地则不存在赤道脊，取而代之的则是赤道地区一系列高度达10公里的独立山峰。赤道脊地形遭受过猛烈的轰击，这证明其地质年代已经十分久远。这种近赤道的突出地形使得土卫八的外形呈核桃状。

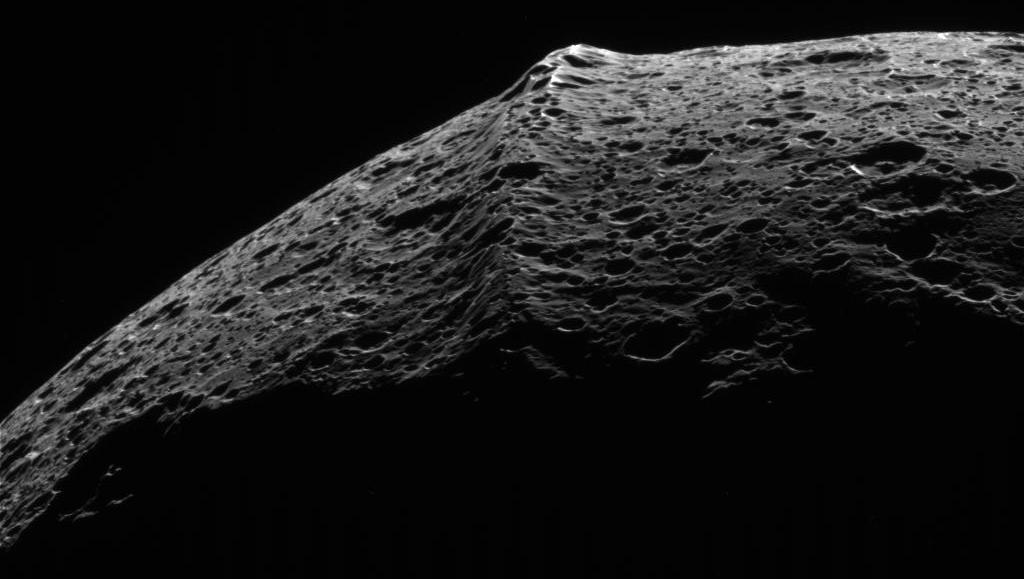
赤道脊的特写镜头

至今仍不清楚这种地形是如何形成的。难以解释的问题之一即是为何赤道脊如此精确的分布于赤道一带。至今已存在三种假说，但是没有一种能够解释为何赤道脊只存在于卡西尼区。
1. 参与到卡西尼计划的一个科学家团队主张赤道脊是形成初期的土卫八的扁圆形状星体的残留部分，当时它的自转速度比现今快得多。[23]赤道脊的高度表明其曾经最短的自转周期可能达到17小时。如果土卫八必须冷却得足够快以使赤道脊得以保留，而同时又能够在足够长的时间里保持其可塑性——这段时间将足够土星的潮汐作用减缓土卫八的自转速度并最终使其自转周期达到79个地球日——的情况要成为现实，那么土卫八则需要铝-26的同位素衰变作用对其进行加热。早期的太阳系星云中这种同位素，但是估计已经在太阳系形成的初期就消耗殆尽了。要具备加热土卫八所需的铝-26同位素的数量，则土卫八的形成时间必须比预计的还要早——即在小行星开始形成200万年之后。
2. 赤道脊也可能是由从地层下涌出的冰体重新凝结形成的。
3. 也有人认为在形成初期，土卫八上的赫尔空间（Hill Sphere）区域即已经形成了一个环状系统，后来由于环状系统的部分崩塌而形成了如今的赤道脊。[24]但是，质地看起来十分坚固的赤道脊似乎并不会是由这种崩塌效应造成的。另外，最近的观测图像显示了一种贯穿赤道脊的断裂构造，这种现象似乎与崩塌环假说[17]相矛盾。

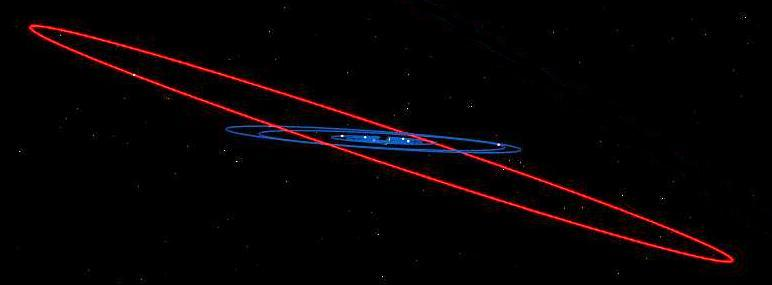
土卫八的轨道（红色标记）与其他土星大卫星轨道的比较（侧视图），该图显示了土卫八不同寻常的高轨道倾角。

## 温度
暗面赤道地区的表面温度达到了130开尔文度，这种高温部分是由土卫八的长自转周期造成的。明面吸收的阳光较少，所以温度只达到了100开尔文度。

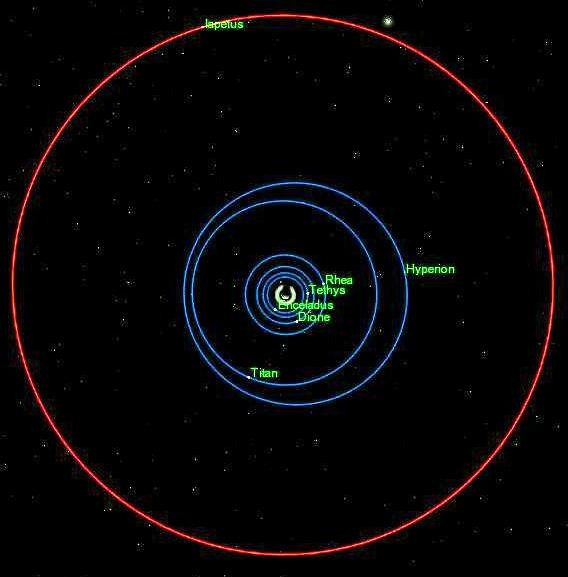
土卫八的轨道（红色标记）与其他土星大卫星轨道的比较（端视图）

## 轨道
土卫八的轨道有些微异常。虽然它是土星的第三大卫星，但是它离距土星第二远的大卫星——土卫六十分遥远。同时在规则卫星中它的轨道倾角最大；只有外层的不规则卫星，如土卫九拥有更大的轨道倾角。造成这种现象的原因未知。
由于距离遥远，且轨道倾角大，所以土卫八是唯一一颗可以清楚看到土星环的大卫星；而其他内侧大卫星则正对着土星环的边缘，因此很难观测到这一构造。从土卫八上观测，土星的视角达到了1°56'（是地球上观测到的月球视角的4倍）。

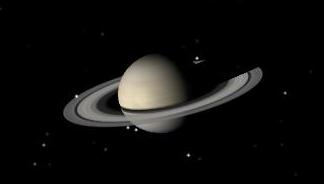
电脑所模拟的当土卫八处于其高倾角轨道的“最低点”时，从该卫星上所观测到的土星景象，土星的环清晰可见（而从其他土星大卫星上只能观测到土星环的环沿）。

## 探测
卡西尼号曾多次从中距离对土卫八进行观测并拍照。但是由于其轨道的缘故，很难进行近距离观测。2007年9月10日，卡西尼号曾在距其1227公里之外进行了一次近距离飞掠。
目前还没有其他任何探测计划。

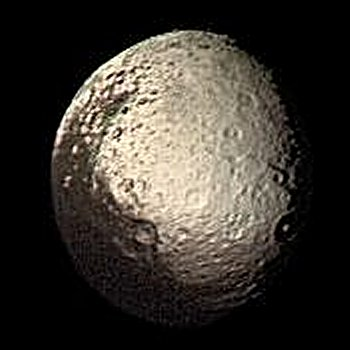
旅行者2号所拍摄图像
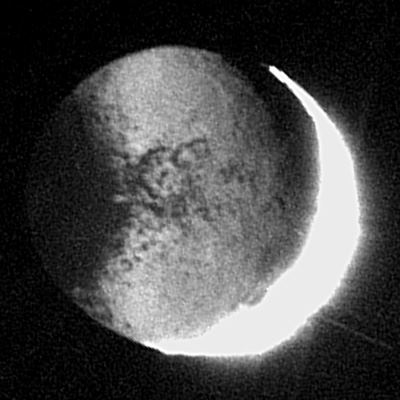
土卫八被土星反射的阳光照亮的情景
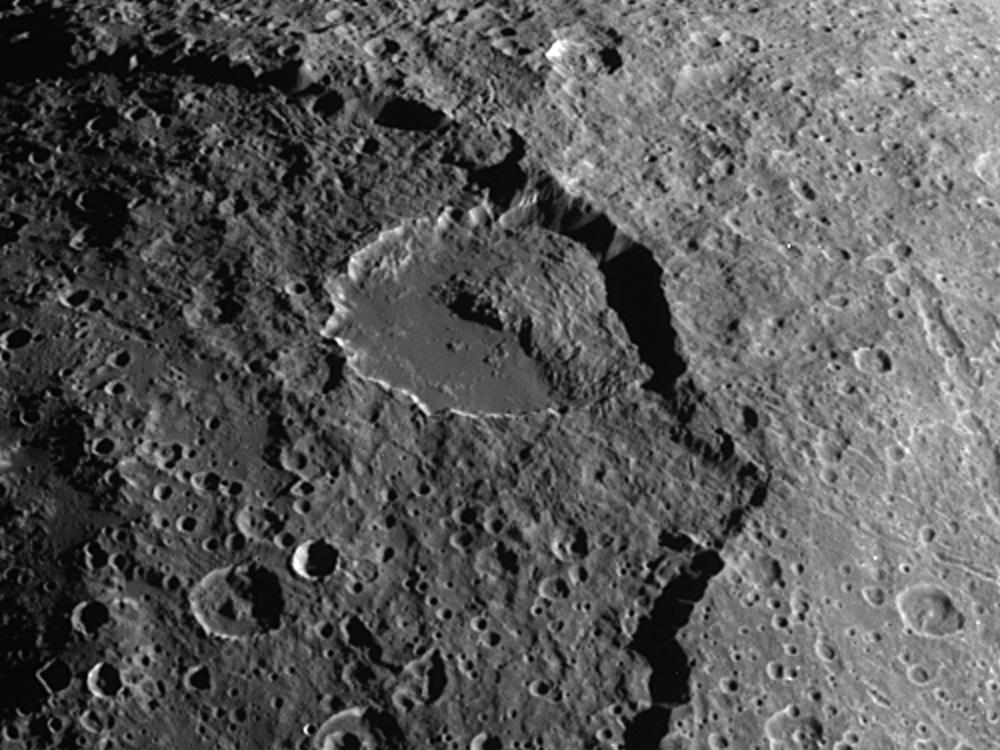
土卫八上的崩塌地形
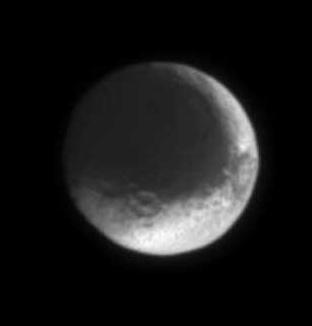
旅行者1号1980年11月12日摄于距离土卫八320万千米处